# Aimée Beekmanová
Aimée Beekmanová (* 20. března 1933 v Tallinnu) je estonská spisovatelka a scenáristka.

## Život
V roce 1956 absolvovala Všesvazový ústav kinematografie v Moskvě. Od roku 1956 je spisovatelkou na volné noze, v letech 1956-1960 pracovala i pro Tallinfilm. Publikovala romány, povídky a cestopisné črty. Její knihy byly přeloženy do řady jazyků, mj. do ruštiny, norštiny, němčiny, řada z těchto překladů byla realizována nikoli přímo z estonštiny, ale z ruského překladu autorčiných děl. Její dílo svými českými překlady představil především překladatel Vladimír Macura. Byla členkou Komunistické strany Sovětského svazu. Jejím manželem byl estonský spisovatel Vladimir Beekman.

## Dílo
- "Väikesed inimesed" (1964)
- "Kaevupeegel" (1966)
- "Valgete vareste parv" (1967)
- "Kartulikuljused" (1968); do češtiny přeložil Vladimír Macura pod názvem Bramborový karneval s podtitulem Poslední dny manželského života Benity a Josse z Rihvy
- "Väntorel" (1970); do češtiny přeložil Vladimír Macura pod názvem Kolovrátek
- "Vanad lapsed" (1972); do češtiny přeložila z ruského překladu pod názvem Hodina rovnodennosti Zora Beráková
- "Kuradilill" (1974)
- "Viinakuu" (1975)
- "Sugupuu" (1977)
- "Valikuvõimalus" (1978)[4]
- "Tihnik" (1980)
- "Vabajooks" (1982)
- "Proovielu" (2008)[5]

## Recenze
- NOVÝ, Petr. Něco strašně pěkného (Kolovrátek). Zemědělské noviny 12.1985, s. 2.
- HRUŠKOVÁ, L. Hodina rovnodennosti. Večerní Praha 4.8.1976, s. 6.
- MACURA, Vladimír. Dva sovětské mytologické romány (Bramborový karneval). In Vztahy a cíle socialistických literatur. Pytlík, Radko & Hrzalová, Hana (eds.). ÚČSL ČSAV, Praha 1979, s. 143–168.
- POSPÍŠIL, Ivo. Hledání jistot (Hodina rovnodennosti). Rovnost 91, 1976, 226, s. 5.
- KÖNIGSMARK, Václav. Hodina přítomnosti, hodina historie (Hodina rovnodennosti). Literární měsíčník 6, 1977, 6, s. 108–109.
- MACURA, Vladimír. Pásmo dramatu (Hodina rovnodennosti). Tvorba 1976, 36, s. 11.